# NGC 5316
NGC 5316 је расејано звездано јато у сазвежђу Кентаур које се налази на NGC листи објеката дубоког неба.
Деклинација објекта је - 61° 51' 0" а ректасцензија 13h 54m 0,0s. Привидна величина (магнитуда) објекта NGC 5316 износи 6,0. NGC 5316 је још познат и под ознакама OCL 913, ESO 133-SC6.